# سوبرانا ۰۲
سوبرانا ۰۲ (انگلیسی: SOBERANA 02) یک نمونه واکسن کووید-۱۹ است که توسط مؤسسه فینلای که یک مؤسسه تحقیقات اپیدمیولوژی کوبایی است تولید می‌شود. این واکسن یک واکسن کونژوگه (en) و نمونه واکسن توسعه یافته سوبرانا ۰۱ است. به‌گفته تولیدکنندگان سوبرانا، این واکسن باید در دو دوز تزریق شود و زمان تزریق دوز دوم ۲۸ روز پس از دوز اول است. نام سوبرانا یک واژه اسپانیایی به معنی پادشاه است.
بر اساس گزارش تولید کننده این واکسن، سوبرانا پس از دو دُز ۶۲ درصد کارآیی را نشان داده است و هنگامی که واکسن با دوز تقویت کننده Soberana Plus ترکیب می‌شود، ۹۱٫۲ درصد کارآیی را نشان می دهد. این اطلاعات بر اساس گفته‌های تولید کننده واکسن سوبرانا است و هیچ مقاله و یا جزئیات علمی از این واکسن تا ۹ ژوئیه ۲۰۲۱ منتشر نشده است. 
واکسن سوبرانا در دو کشور کوبا و ایران مجوز مصرف گرفته است. این واکسن به گفته عین اللهی وزیر جدید بهداشت به همراه واکسن های رازی و اسپایکوژن مجوز مصرف گرفته است.
سوبرانا ۰۲ یک واکسن کونژوگه است.

## گسترش
دولت کوبا گفته که برنامه دارد ۱۰۰ میلیون دوز از این واکسن را برای تقاضای خود و سایر کشورها تولید کند. , مدیر کل مؤسسه فینالی اعلام کرده که موافق است که این دارو را به ایران، ویتنام و ونزوئلا توزیع کند، در حالی که سایر کشورها مثل جامائیکا، پاکستان، , هند، اتحادیه آفریقا به تحویل گرفتن آن "اظهار علاقه کرده‌بودند. ", دولت کوبا همچنین این واکسن را به غنا پیشنهاد داده‌بود. کوبا همچنین موافقت کرد که این واکسن به توریست‌هایی که از این کشور بازدید می‌کنند نیز تزریق شود.
اولین تولید اولین این واکسن به مقدار حدود ۱۰۰٬۰۰۰ دوز در آوریل آغاز خواهدشد. نماینده سازمان جهانی بهداشت و en:Pan American Health Organization (PAHO) در کوبا، پیشنهاد کرد پس از این که این واکسن تمامی تست‌های بالینی خود را طی کرد در صندوق PAHO شامل شود.

## تولید این واکسن در ایران
طبق بیانیه مشترک موسسه فینلای و موسسه پاستور این واکسن با نام تجاری پاستوکووک در ایران تولید خواهد شد. 